# Pac-Man Fever (album)
Pac-Man Fever è un album realizzato nel 1982 dal duo di musicisti statunitensi Buckner & Garcia (Jerry Buckner e Gary Garcia). È stato originariamente prodotto in LP, musicassetta e in formato Stereo8. Nel 2002 è stata prodotta dal duo una nuova versione in CD, dotata di alcune differenze nelle tracce dovute al fatto che la Sony Music Entertainment non ha autorizzato l'uso del master originale.

## L'album
Ciascuna delle otto tracce dell'album è ispirata a un popolare videogioco del periodo.. Nonostante l'ottimo successo del primo singolo tratto dall'album, Pac-Man Fever (entrato nella top-ten della Billboard Hot 100),  probabilmente dovuto alla popolarità riflessa del gioco da cui prendeva spunto, già il secondo e ultimo singolo Do the Donkey Kong non ebbe grande seguito, dimostrando come l'album fosse poco più che una curiosità.

## Le tracce
Ciascuna traccia è dedicata a un popolare gioco arcade del periodo:
1. Pac-Man Fever (Pac-Man) - 3:46
2. Froggy's Lament (Frogger) - 3:16
3. Ode to a Centipede (Centipede) - 5:35
4. Do the Donkey Kong (Donkey Kong) - 4:22
5. Hyperspace (Asteroids) - 4:05
6. The Defender (Defender) - 4:05
7. Mouse Trap (Mouse Trap) - 3:58
8. Goin' Berzerk (Berzerk) - 4:17

In ciascuna traccia sono presenti effetti sonori tratti direttamente dai giochi stessi, e in alcuni casi estratti dai motivi di sottofondo, mentre i testi descrivono i personaggi o le ambientazioni e le modalità di gioco di questi arcade.